# Jagerberg
Jagerberg é um município da Áustria, situado no distrito de Südoststeiermark, no estado da Estíria. Tem 29,05 km² de área e sua população em 2019 foi estimada em 1.638 habitantes.